# Diana Bianchedi
Diana Bianchedi, född den 4 november 1969 i Milano, Italien, är en italiensk fäktare som ingick i de italienska lag som tog  OS-guld i damernas lagtävling i florett i samband med de olympiska fäktningstävlingarna 1992 i Barcelona och OS-guld i damernas lagtävling i florett i samband med de olympiska fäktningstävlingarna 2000 i Sydney. 